# Euranoxia valida
Euranoxia valida är en skalbaggsart som beskrevs av Semenov 1890. Euranoxia valida ingår i släktet Euranoxia och familjen Melolonthidae. Inga underarter finns listade i Catalogue of Life.